# Burkhard Cordes
Burkhard Cordes est un skipper brésilien né le 15 mai 1939 à Darmstadt en Allemagne.

## Carrière
Burkhard Cordes obtient une médaille de bronze olympique de voile en classe Flying Dutchman aux Jeux olympiques d'été de 1968 de Mexico.